# Rödsidig lorikit
Rödsidig lorikit (Hypocharmosyna placentis) är en fågel i familjen östpapegojor inom ordningen papegojfåglar. Den förekommer från östra Indonesien österut till Salomonöarna. Beståndet anses vara livskraftigt.

## Utseende och läte
Rödsidig lorikit är en liten och långstjärtad papepgoja, grön med en mörk fläck på kinden och rött i stjärten. Hanen har rött även på strupe och flankerna. Kinden är violblå hos hanen, streckad hos honan. Hanen skiljer sig från rödfläckig lorikit på röda strupen och flankerna, medan båda könen utmärker sig genom avsaknad av rött i pannan men i stället rött i stjärten. Den skiljs vidare från rödhakad lorikit på de mörka öronfläckarna hos båda könen och hos hanen rött på flanken. Lätena består av ljusa och gälla skrin och tjatter.

## Utbredning och systematik
Rödsidig lorikit förekommer från Moluckerna i östra Indonesien, österut via Nya Guinea till Salomonöarna. Den delas in i fem underarter med följande utbredning:
- Hypocharmosyna placentis intensior – förekommer i norra Moluckerna och på ön Gebe (västpapuanska öarna)
- Hypocharmosyna placentis placentis – förekommer i södra Moluckerna, Aruöarna och på södra Nya Guinea
- Hypocharmosyna placentis ornata – förekommer på västpapuanska öar och nordvästra Nya Guinea
- Hypocharmosyna placentis subplacens – förekommer på östra Nya Guinea
- Hypocharmosyna placentis pallidior – förekommer i Bismarckarkipelagen och Salomonöarna (Bougainville och Nuguria)

### Släktestillhörighet
Arten placeras traditionellt i släktet Charmosyna. Genetiska studier visar dock att arterna i släktet inte står varandra närmast. Rödsidig lorikit tillsammans med närbesläktade rödfläckig lorikit har därför lyfts ut till det egna släktet Hypocharmosyna.

## Levnadssätt
Fågeln hittas i skog, skogsbryn, plantage, mangrove och varierade beskogade områden i lågland och förberg. Den ses i grupper. 

## Status och hot
Arten har ett stort utbredningsområde, men tros minska i antal, dock inte tillräckligt kraftigt för att den ska betraktas som hotad. Internationella naturvårdsunionen IUCN listar arten som livskraftig (LC).